# Platysenta pupulla
Platysenta pupulla är en fjärilsart som beskrevs av Heinrich Benno Möschler 1886. Platysenta pupulla ingår i släktet Platysenta och familjen nattflyn. Inga underarter finns listade i Catalogue of Life.